# Оредежское сельское поселение
О́редежское се́льское поселе́ние — муниципальное образование в составе Лужского муниципального района Ленинградской области России.
Административный центр — посёлок Оредеж.

## География
Поселение расположено в восточной части района.
По территории поселения проходят автодороги:
- 41А-004 (Павлово — Луга)
- 41К-662 (Оредеж — Тёсово-4 — Чолово)

Расстояние от административного центра поселения до районного центра — 30 км.

## История
В начале 1920-х годов в составе Бутковской волости Лужского уезда был образован Пантелеевский сельсовет с центром в деревне Пантелеевичи.
В августе 1927 года Пантелеевский сельсовет вошёл в состав Оредежского района Ленинградской области.
По данным 1933 года центром Пантелеевского сельсовета являлся посёлок Оредеж.
29 марта 1957 года Пантелеевский сельсовет был переименован в Оредежский сельсовет.
22 октября 1959 года Оредежский район был ликвидирован, Оредежский сельсовет вошёл в состав Лужского района.
18 января 1994 года постановлением главы администрации Ленинградской области № 10 «Об изменениях административно-территориального устройства районов Ленинградской области» Оредежский сельсовет, также как и все другие сельсоветы области, был преобразован в Оредежскую волость.
С 1 января 2006 года в соответствии с областным законом № 65-оз от 28 сентября 2004 года «Об установлении границ и наделении соответствующим статусом муниципального образования Лужский муниципальный район и муниципальных образований в его составе» было образовано Оредежское сельское поселение, в состав которого вошла территория бывшей Оредежской волости (за исключением 4 населённых пунктов, переданных в Тёсовское сельское поселение).
19 мая 2019 года было упразднено Тёсовское сельское поселение, включённое в Оредежское сельское поселение.

## Население
| 2006  | 2010  | 2011  | 2012  | 2013  | 2014  | 2015  |
| ----- | ----- | ----- | ----- | ----- | ----- | ----- |
| 3100  | ↘3031 | ↘3018 | ↘3005 | ↘2977 | ↘2931 | ↘2879 |
| 2016  | 2017  | 2018  | 2019  | 2020  | 2021  | 2023  |
| ↘2777 | ↘2707 | ↘2644 | ↘2630 | ↗4446 | ↗4570 | ↘4422 |
| 2024  | 2025  |       |       |       |       |       |
| ↘4361 | ↘4330 |       |       |       |       |       |

## Состав сельского поселения
На территории поселения находится 24 населённых пункта:
| №  | Населённый пункт   | Тип населённого пункта | Население    |
| -- | ------------------ | ---------------------- | ------------ |
| 1  | Белое              | деревня                | ↗110 (2017)  |
| 2  | Большие Влёшковичи | деревня                | ↗19 (2017)   |
| 3  | Борщово            | деревня                | ↘45 (2017)   |
| 4  | Васильковичи       | деревня                | ↘18 (2017)   |
| 5  | Великое Село       | деревня                | ↘11 (2017)   |
| 6  | Вельяшева Горка    | деревня                | ↗1 (2017)    |
| 7  | Гверёздно          | деревня                | ↘33 (2017)   |
| 8  | Дубровка           | деревня                | →0 (2017)    |
| 9  | Замостье           | деревня                | ↘7 (2017)    |
| 10 | Коленцево          | деревня                | ↗19 (2017)   |
| 11 | Малые Влёшковичи   | деревня                | ↘8 (2017)    |
| 12 | Мошковые Поляны    | деревня                | ↘95 (2017)   |
| 13 | Оредеж             | посёлок                | ↘2443 (2017) |
| 14 | Поддубье           | деревня                | ↗47 (2017)   |
| 15 | Пожарище           | деревня                | ↗12 (2017)   |
| 16 | Покровское         | деревня                | ↘2 (2017)    |
| 17 | Почап              | деревня                | ↗1122 (2017) |
| 18 | Сокольники         | деревня                | ↘64 (2017)   |
| 19 | Стаи               | деревня                | ↗2 (2017)    |
| 20 | Тёсово-4           | посёлок                | ↘644 (2017)  |
| 21 | Хабалинка          | деревня                | ↗2 (2017)    |
| 22 | Хлупино            | деревня                | ↗26 (2017)   |
| 23 | Холомцы            | деревня                | ↗37 (2017)   |
| 24 | Хрепёлка           | деревня                | ↘26 (2017)   |